# NGC 4989
NGC 4989 est une galaxie lenticulaire située dans la constellation de la Vierge. Sa vitesse par rapport au fond diffus cosmologique est de 3 439 ± 28 km/s, ce qui correspond à une distance de Hubble de 50,7 ± 3,6 Mpc (∼165 millions d'al). NGC 4989 a été découverte par l'astronome  germano-britannique William Herschel en 1784.
À ce jour, une mesure non basée sur le décalage vers le rouge (redshift) donne une distance d'environ 35,400 Mpc (∼115 millions d'al). Cette valeur est nettement à l'extérieur des valeurs de la distance de Hubble. Notons cependant que c'est avec la valeur moyenne des mesures indépendantes, lorsqu'elles existent, que la base de données NASA/IPAC calcule le diamètre d'une galaxie et qu'en conséquence le diamètre de NGC 4989 pourrait être d'environ 22,8 kpc (∼74 400 al) si on utilisait la distance de Hubble pour le calculer.